# Dussumieria elopsoides
Dussumieria elopsoides és una espècie de peix pertanyent a la família dels clupeids.

## Descripció
- Pot arribar a fer 20 cm de llargària màxima.
- 16-18 radis tous a l'aleta dorsal i 14-18 a l'anal.[3][4]

## Depredadors
És depredat per Chirocentrus dorab.

## Hàbitat
És un peix marí, pelàgic-nerític i de clima subtropical (36°N-19°S, 32°E-164°E) que viu entre 0-50 m de fondària.

## Distribució geogràfica
Es troba des de Suez i l'Índic occidental (des del golf Pèrsic fins a Mombasa i, probablement també, fins a Madagascar) fins a la Xina, el mar d'Arafura i Salomó.

## Ús comercial
Es comercialitza fresc, assecat i en salaó.

## Observacions
És inofensiu per als humans.